# Tsanklightemifa
Tsanklightemifa (Tsan klix temifa amim), jedna od bandi pravih Calapooya Indijanaca, porodica kalapooian. Živjeli su u susjedstvu Chafan indijanaca na mjestu današnjg grada Eugerne City u Oregonu.